# Palestinský kánon
Palestinský kánon je označení rozsahu knih hebrejské bible v podobě, v níž jej vypracoval Sanhedrin ke konci 1. století a kterou obvykle přijímají protestantské církve.
Po dobytí Jeruzaléma roku 70 se Sanhedrin přesunul do Javne (řecky Jamnia). Zřejmě kvůli narůstajícím konfrontacím mezi židovstvím a raným křesťanstvím a kvůli diskusím uvnitř židovství vznikla potřeba vymezit se vůči těmto nově vzniklým skupinám a uzavřít kánon posvátných spisů.
Podle rabínské tradice když byl hlavou školy Gamli'el II., patřil k významným učitelům školy též El'azar ben Azarja; za jejich působení byl do Javne svolána synoda, která někdy mezi roky 90 a 100 rozhodla o rozsahu posvátných spisů hebrejské bible. Nejednalo se však zřejmě o synodu v podobě, jakou známe u pozdějších koncilů a jak tuto teorii navrhl Heinrich Grätz roku 1861, avšak rabíni z Javne měli zákonnou pravomoc nad židovskou komunitou, takže se mohlo jednat spíše o konsensus učitelů z Javne.
Pochybnosti o existenci jamnijské synody jsou mezi odborníky od 60. let 20. století poměrně časté.
Nevíme nic o existenci soupisu knih, který by se ze synody dochoval, existuje pouze zmínka v Jadajím (3,2), traktátu Mišny zabývajícím se rituální očistou rukou, když předepisuje rituální očistu rukou před používáním posvátných spisů. Postoj jamnijských učenců proto mohl spíše schvalovat obecně přijímaný rozsah posvátných spisů, jak jej přijímá např. 4. kniha Ezdrášova, sepsaná mezi lety 90 a 120. Poukazuje se i na to, že žádný z historických pramenů nezmiňuje tyto kanonické spisy. Např. kniha Sírachovec byla v židovských kruzích opisována a čtena i po tomto období, ačkoli netvoří součást palestinského kánonu.
Dnes tak neexistuje mezi odborníky shoda, kdy došlo k ustálení židovského kánonu.